# Zing-Yang Kuo
Zing-Yang Kuo (ook Guo Renyuan) (Shantou, 1898 - 1970) was een Chinees psycholoog en een vroege behaviorist.

## Eerste periode in de Verenigde Staten (1919-1923)
Zing-Yang Kuo begon zijn universitaire studies aan de Fudan-universiteit te Shanghai. Na een jaar ging hij in 1918 naar de Verenigde Staten, waar hij verder studeerde aan de Universiteit van Californië - Berkeley. Hij volgde er onder meer cursussen plantkunde, zoölogie en Duits. Vanaf 1921 werd psychologie zijn hoofdvak en filosofie en onderwijs zijn bijvakken. Datzelfde jaar studeerde hij er magna cum laude af. Reeds vroeg publiceerde Kuo een aantal opgemerkte artikels met zeer uitgesproken standpunten. Daarin bestreed hij onder meer sterk verklaringen voor gedrag vanuit instincten. De discussie over instincten was erg actueel aan het begin van de 20e eeuw. Behavioristen deden veel minder beroep op aangeboren gedragsmechanismen, maar Kuo ging hierin het verste. In een artikel dat kaderde binnen het instinctdebat, noemde William McDougall Kuo dan ook "de meest logische en radicale van alle ontkenners" (p.298). De daaropvolgende bladzijde schreef McDougall: "Mr. Kuo out-Watsons Mr. Watson", verwijzend naar de geestelijke vader van het behaviorisme, John Broadus Watson. Kuo zette de discussie verder, onder meer met een artikel in 1924. Hij zag geen redenen om echt tegen McDougall in te gaan omdat hij hem als een vitalist en mentalist beschouwde, waarmee hij niet verder in discussie ging; hij wilde zich alleen tot de strikte behavioristen richten. Omdat Watson erfelijkheid nog een rol gaf in zijn theorie, zou Kuo hem maar een halve behaviorist genoemd hebben.
De doctoraatsthesis van Kuo was getiteld "A behavioristic experiment on inductive inference" en was begin 1923 klaar. Het was een psycholinguïstisch onderzoek naar conceptvorming. Hierna keerde Kuo terug naar China, evenwel zonder zijn thesis verdedigd te hebben en dus zonder doctoraatstitel. Dit had te maken met meningsverschillen tussen psychologen en filosofen in het beoordelend comité: de filosofen stonden erop dat Kuo een historisch overzicht zou inlassen in zijn thesis, wat Kuo weigerde. Edward Tolman bracht deze kwestie naar een hoger toezichthoudend orgaan en dit volgde het standpunt van de psychologen, waardoor geen toevoegingen meer nodig waren. Hoewel een datum voor de thesisverdediging was vastgelegd, vertrok Kuo tegen advies naar China. Daar presenteerde hij zich als doctor.

## Activiteiten in China (1923-1936)
Wanneer Kuo in 1923 terugkeerde naar China, werd hij docent aan de Fudan-universiteit. Twee jaar later werd hij reeds benoemd tot universiteitspresident. Deze snelle benoeming kwam er onder meer doordat hij zijn welgestelde familie had kunnen overhalen om de universiteit financieel te steunen. Twee universiteitsgebouwen, waaronder een blok voor psychologie, werden hiermee gefinancierd. Omdat de zittende president betrokken was in een fraudeschandaal, werd Kuo in zijn plaats aangesteld. Hij behield deze positie evenwel slechts tot 1926. Tijdens deze korte periode probeerde Kuo enkele veranderingen in te voeren, waaronder een puntensysteem, gebaseerd op het Amerikaanse model.
De periode waarin Kuo teruggekeerd was naar China, was een zeer woelige, met spanningen tussen plaatselijke krijgsheren, de nationalistische Kwomintang van Chiang Kai-shek en de communisten. Kuo beschouwde de communisten als een bedreiging en schreef mogelijk mee anti-communistische propaganda. Vermoedelijk uit angst voor vervolging nam hij zelf ontslag als universiteitspresident. Gedurende twee jaar hield hij zich dan schuil op een boerderij. In deze periode werden heel wat vernielingen aangericht aan de Fudan-universiteit. Kuo schreef in deze tijd een aantal artikelen en deed observationeel onderzoek dat pas 30 jaar later gepubliceerd zou worden.
Op uitnodiging van Chen Tian Fang, president van de Zhejiang-universiteit, werd Kuo in 1929 onderzoeksprofessor aan die universiteit. Tian Fang was net zoals Kuo na studies aan de Fudan-universiteit gaan studeren in Amerika. In de korte periode dat Kuo er actief was, deed hij wel belangwekkend onderzoek naar de embryonale ontwikkeling van kuikens. Hiervoor ontwikkelde hij een speciale techniek, waardoor levende embryo's nog in het ei konden geobserveerd worden: de snede in het eivlies maakte hij terug dicht met vaseline. Een hele reeks publicaties volgden hieruit. Zijn techniek werd nog lang gebruikt en ook zijn bevindingen trokken aandacht. Ook liet hij katten en ratten samen opgroeien vanaf de geboorte, waarmee hij aantoonde dat ze niet agressief tegenover elkaar hoefden te zijn. Zijn onderzoeksresultaten vonden ook de weg naar de populaire pers in verschillende landen.
Eind 1931 kampte Kuo met financiële problemen door de inlandse politieke ontwikkelingen, waardoor de lonen niet meer werden uitbetaald. Gedurende vijftien maanden ging hij aan de slag aan de Universiteit van Nanking. Nanking was op dat moment de hoofdstad van Kwomintang-China. In deze periode ontstond daar echter studentenoproer. In maart 1933 werd Kuo door Chu Chia-hua, de minister van onderwijs van Kwomintang-China, benoemd tot president van de Zhejiang-universiteit. Ook hier wilde hij weer een reeks hervormingen doorvoeren, doch deze waren zeer onpopulair en betekenden het einde van zijn carrière aan de Chinese universiteiten. Zo wilde hij dat alle studenten elektronica zouden leren omdat hij dit zeer belangrijk vond. Ook stond hij op een strikte discipline: studenten werden behandeld als soldaten en werden gedrild, moesten in uniform gekleed gaan en elkaar formeel groeten op straat. Kuo vond met zijn opvattingen geen aansluiting bij zijn collega's en raakte geïsoleerd. In de loop van 1935 groeide in China het protest tegen de agressie vanuit Japan. Op 9 december 1935 vond een massale studentenmanifestaties plaats in Peking en Nanking; deze gaf de naam aan de zogenaamde "9 decemberbeweging". Studenten van de universiteit van Kuo wilden hieraan deelnemen, maar hij verbood dit en liet de universiteitspoorten sluiten. Veel universitaire medewerkers die sympathie voor de beweging uitten, werden ontslagen. Chiang Kai-shek bezocht de universiteit en had overleg met de studenten, waarna hij Kuo liet vervangen als president. Van de 68 docenten die tijdens het voorzitterschap van Kuo waren vertrokken, werden de meeste terug aangesteld in hun vroegere functie. Hierop besloot Kuo China te verlaten.

## Terugkeer naar de Verenigde Staten (1936-1940)
In juli 1936 keerde Kuo terug naar de Verenigde Staten. Hij had reeds eerder gewerkt onder supervisie van Edward Tolman en deze hem bleef steunen, ook bij zijn terugkeer in 1936. Een probleem was dat Kuo nog geen doctoraatstitel had. De periode om deze te behalen was vervallen in 1927, waardoor alles opnieuw in gang gezet zou moeten worden, wat Tolman ook deed: in november 1936 zou hij zijn thesis verdedigen. Kuo deed in die periode gedurende een semester experimenteel onderzoek aan de Universiteit van Rochester en vervolgens aan de Yale-universiteit en het Carnegie Institute of Technology. Naast Tolman had Kuo deze posities vooral te danken aan Leonard Carmichael, met wie hij een levenslange vriendschap zou onderhouden en bleef corresponderen tot zijn dood. Samen maakten ze onder meer een documentaire over de techniek om kuikenembryo's levend te bestuderen. Ondanks alle steun en waardering vond Kuo geen vaste positie, waardoor hij niet in de Verenigde Staten kon blijven. In 1940 vertrok Kuo terug naar China. In een brief aan Carmichael schreef Kuo dat hij er was "to be a big shot or to be shot". Met zijn terugkeer naar China eindigde zijn experimenteel-wetenschappelijke carrière.
Later, in 1960, zorgde Leonard Carmichael dat een aantal onderzoeken van Kuo uit de jaren 1930 gepubliceerd werden. Gilbert Gottlieb zou Kuo in 1963 uitnodigen om samen te werken met de techniek van embryo-observatie. Gottlieb schreef in 1972 ook een overzicht van het leven en werk van Kuo.

## Overgangsjaren in China (1940-1946)
De tweede helft van 1940 verbleef Kuo in Chongqing waar hij een eigen onderzoekslaboratorium voor fysiologisch psychologie opzette. Hij ging meermaals naar het buitenland in opdracht van de Chinese overheid. In maart 1941 ging hij voor een korte periode terug naar Amerika. Hij had als opdracht de nodige contacten te leggen opdat meer Chinese studenten in de Verenigde Staten zouden kunnen studeren. In september 1941 gaf hij een lezing in Groot-Brittannië en begin 1942 ging hij terug naar de Verenigde Staten waar hij een reeks lezingen gaf aan verschillende universiteiten. In de herfst van 1943 kwam een einde aan zijn missie, mogelijk door politieke tegenstand vanuit China. In China verhuisde Kuo nog enkele keren en werd er ziek. In 1946 verhuisde hij naar Hongkong.

## Hongkong (1946-1970)
Hoewel Kuo werd opgenomen in de raad van bestuur van de Universiteit van Hongkong, zou hij geen echte job meer hebben. Tot eind 1953 richtte hij zich vooral op het schrijven van zijn autobiografie, waarvoor hij evenwel geen uitgever vond. Intussen zochten zijn Amerikaanse vrienden naar fondsen om Kuo terug in de Verenigde Staten aan de slag te kunnen laten gaan, maar ook dit lukte niet. Eind jaren 1950 begon Kuo dan aan een heel nieuw project waaraan hij bijna 15 jaar zou werken: de sociaal-psychologische studie van het "karakter" van de Chinezen. Het westen leek voor hem de Chinese mentaliteit onvoldoende te begrijpen en aan de hand van een boek wilde hij dit verduidelijken. Hiervoor interviewde hij honderden Chinezen, vooral emigranten in Hongkong. Toen Kuo overleed was hij nog bezig aan de integratie van al zijn bevindingen. Een artikel over religieus gedrag in China en de goddelijke verering van Mao Zedong, gepubliceerd in 1968 (samen met Yut-Hang) was een voorbode van het boek. In de eerste voetnoot schreef Kuo dat het materiaal voor het artikel uit het nog te verschijnen boek "The anatomy of Chinese behavior" kwam.
In de jaren 1960 werden ook een aantal oudere onderzoeken van Kuo gepubliceerd in wetenschappelijke tijdschriften, waardoor zijn werk hernieuwde belangstelling kreeg. In 1960 werden terug fondsen gevonden om Kuo een aantal lezingen te laten geven in de Verenigde Staten. In 1967 kon Kuo dan een boek publiceren waarin zijn vroegere wetenschappelijk dierpsychologisch onderzoek werd samengebracht en waarin zijn opvattingen over de ontwikkeling van gedrag werden gebundeld: "The dynamics of behavior development".

## Privé
De naam "Zing-Yang Kuo" was niet zijn echte naam, maar een aangepaste Engelse versie van zijn Chinese naam.

Kuo huwde driemaal. Een eerste keer trouwde hij reeds in zijn late tienerjaren. Met zijn eerste vrouw kreeg hij vijf kinderen (hij had reeds twee kinderen voor hij naar de Verenigde Staten vertrok in 1918). Zijn tweede vrouw overleed in 1944. Met haar had hij één kind. In 1945 of 1946 trouwde hij een derde keer.